# ۲سی-تی-۱۵
۲سی-ت-۱۵ (به انگلیسی: 2C-T-15) با فرمول شیمیایی C۱۳H۱۹NO۲S یک ترکیب شیمیایی است. که جرم مولی آن ۲۵۳٫۳۶ g/mol می‌باشد. 